# Trofeo Felanitx-Ses Salines-Campos-Porreres 2017
Die 35. Trofeo Felanitx-Ses Salines-Campos-Porreres 2017 war ein spanisches Straßenradrennen auf der Balearen-Insel Mallorca. Das Eintagesrennen fand am Donnerstag, den 26. Januar 2017, statt und führte von Porreres und nach Campos über 161,3 km. Zudem gehörte das Radrennen zur UCI Europe Tour 2017 und war dort in der Kategorie 1.1 eingestuft.

## Teilnehmende Mannschaften
| WorldTeams (4)- Bora-Hansgrohe - Lotto-Soudal - Movistar Team - Sky Professional Continental Teams (6)- Caja Rural-Seguros RGA - Cofidis, Solutions Crédits - Fortuneo-Vital Concept - Gazprom-RusVelo - Novo Nordisk - Roompot-Nederlandse Loterij Continental Teams (6)- Amore & Vita-Selle SMP-Fondriest - Bolivia - Burgos-BH - Euskadi Basque Country-Murias - Inteja-Dominican - Nice Cycling Team Nationalmannschaften (3)- Deutschland - Spanien - Großbritannien |
| |

## Rennergebnis
| \| Gesamtwertung \| Gesamtwertung \| Gesamtwertung \| Gesamtwertung \| Gesamtwertung \| \| Fahrer \| Fahrer \| Land \| Team \| Zeit \| \| ------------- \| ------------------------ \| ---------------------- \| --------------------------- \| --------------- \| \| 1. \| André Greipel \| Deutschland \| Lotto-Soudal \| 3 h 41 min 35 s \| \| 2. \| Jonas Van Genechten \| Belgien \| Cofidis, Solutions Crédits \| + 0 s \| \| 3. \| Daniel McLay \| Vereinigtes Königreich \| Fortuneo-Vital Concept \| + 0 s \| \| 4. \| Matteo Pelucchi \| Italien \| Bora-Hansgrohe \| + 0 s \| \| 5. \| Raymond Kreder \| Niederlande \| Roompot-Nederlandse Loterij \| + 0 s \| \| 6. \| Jonathan Dibben \| Vereinigtes Königreich \| Team Sky \| + 0 s \| \| 7. \| Alexander Porsew \| Russland \| Gazprom-RusVelo \| + 0 s \| \| 8. \| Coen Vermeltfoort \| Niederlande \| Roompot-Nederlandse Loterij \| + 0 s \| \| 9. \| Łukasz Wiśniowski \| Polen \| Team Sky \| + 0 s \| \| 10. \| Vicente García de Mateos \| Spanien \| Spanien \| + 0 s \| |                          |                        |                             |                 |
| |                          |                        |                             |                 |
| Quellen: ProCyclingStats Cycling Quotient Cycling Archives |                          |                        |                             |                 |
| Gesamtwertung |                          |                        |                             |                 |
| Fahrer | Fahrer                   | Land                   | Team                        | Zeit            |
| 1. | André Greipel            | Deutschland            | Lotto-Soudal                | 3 h 41 min 35 s |
| 2. | Jonas Van Genechten      | Belgien                | Cofidis, Solutions Crédits  | + 0 s           |
| 3. | Daniel McLay             | Vereinigtes Königreich | Fortuneo-Vital Concept      | + 0 s           |
| 4. | Matteo Pelucchi          | Italien                | Bora-Hansgrohe              | + 0 s           |
| 5. | Raymond Kreder           | Niederlande            | Roompot-Nederlandse Loterij | + 0 s           |
| 6. | Jonathan Dibben          | Vereinigtes Königreich | Team Sky                    | + 0 s           |
| 7. | Alexander Porsew         | Russland               | Gazprom-RusVelo             | + 0 s           |
| 8. | Coen Vermeltfoort        | Niederlande            | Roompot-Nederlandse Loterij | + 0 s           |
| 9. | Łukasz Wiśniowski        | Polen                  | Team Sky                    | + 0 s           |
| 10. | Vicente García de Mateos | Spanien                | Spanien                     | + 0 s           |